# Торець
Торець — село Слов'янської міської громади Краматорського району Донецької області, України. Населення становить 209 осіб.

## Назва
Назва села походить від тюркомовних племен торків, які у 11 — 13 століттях захищали південні рубежі Русі.

## Історія
«Президія Верховної Ради Української РСР постановляє: Присвоїти населеному пункту Слов'янського району Донецької області найменування село Торець».

## Населення

### Мова
Розподіл населення за рідною мовою за даними перепису 2001 року:
| Мова            | Кількість | Відсоток |
| --------------- | --------- | -------- |
| українська      | 185       | 88.52%   |
| російська       | 23        | 11.00%   |
| інші/не вказали | 1         | 0.48%    |
| Усього          | 209       | 100%     |